# شیواجی
شیواجی بوسله، (به مرآتی: छत्रपती शिवाजीराजे भोसले) یا چاتراپاتی شیواجی (زادروز: ۱۹ فوریه ۱۶۲۷ - مرگ: ۳ آوریل ۱۶۸۰) بنیان‌گذار امپراتوری مراتا در سال ۱۶۷۴ در غرب هند بود.

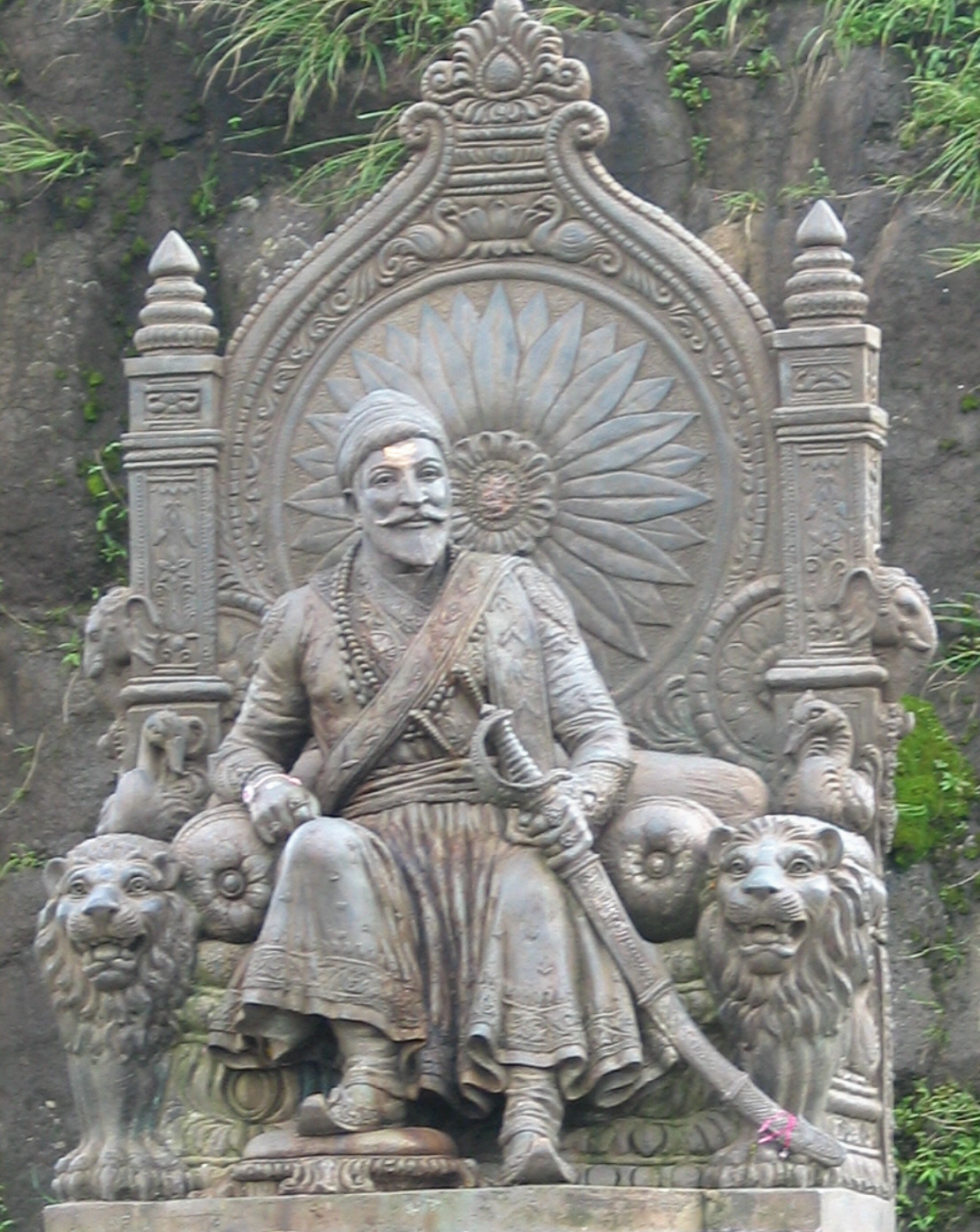
پیکرهٔ شیواجی در قلعهٔ ریگاد در مهاراشترا

شیواجی به عنوان قهرمان بزرگ هندوستان شناخته می‌شود، به‌ویژه در ایالت امروزی مهاراشترا. او با بهره از جنگ‌فن (تاکتیک) جنگ پارتیزانی که متناسب کوهستان‌های ناهموار و دره‌های منطقه بود، توانست سرزمین‌هایی را تسخیر کند که بعدها بخشی از آن به دست امپراتوری مغولی هند یا پادشاهان گورکانی و شاه بیجاپور اشغال شد.

## نبرد با گورکانیان
در ۱۱۰۲ق/۱۶۹۱م سپاهیان امپراتوری گورکانی، راجارام (پسر و جانشین شیواجی) را در قلعه‌ای محاصره کردند، و او چندین سال در این محل در برابر نیروهای امپراتور مغول پایداری کرد. در طول این مدت جنگجویان مرآتی از اطراف بر سپاهیان گورکانی حمله می‌بردند و راه پیشرفت قوای اعزامی را به سوی این ناحیه می‌بستند ولی سرانجام در ۱۲۱۲–۱۲۱۳ق/۱۷۹۸م این قلعهٔ بسیار مستحکم فتح شد و منطقهٔ آرکات به نام صوبهٔ کَرناتِک ضمیمهٔ قلمرو امپراتوری گورکانی گردید و شهر آرکات مرکز آن شد.